# West Wyoming, Pennsylvania
West Wyoming là một thị trấn thuộc quận Luzerne, tiểu bang Pennsylvania, Hoa Kỳ. Năm 2010, dân số của thị trấn này là 2725 người.